# FIFA 팬페스트
FIFA 팬페스트(FIFA Fan Fest)는 FIFA 월드컵 경기가 열리는 도시에 야외 응원 무대를 설치, 응원전을 유도하는 행사다. 대형 전광판을 통해 경기를 중계하고, 경기가 열리지 않는 시간엔 각종 공연과 문화 프로그램을 무료로 제공한다.

## 역사
1998년 FIFA 월드컵에서 프랑스 현지에서는 나이키 풋볼 파크 그리고 한국에서는 광화문 등 월드컵 축구 역사상 대형 스크린에서 축구팬들이 관전하는 응원 문화가 최초로 나타났다.
그러나 당시 대중적으로 많은 축구팬을 끌어들이지는 못 했으며 2002년 FIFA 월드컵에서 대한민국의 광화문과 서울특별시청 앞 광장을 비롯한 대한민국 전역에서 길거리 응원이 폭발적인 인기를 끌었고 2006년 FIFA 월드컵부터 FIFA와 해당 월드컵 조직 위원회과 주도가 되어 FIFA 팬페스트가 열리게 되었다.

## 같이 보기
- FIFA 월드컵
- 대한민국의 축구 응원 문화